# کوکا آندرونسکو
کوکا آندرونسکو (رومانیایی: Coca Andronescu؛ ۳ ژوئیه ۱۹۳۲ – ۵ اوت ۱۹۹۸) بازیگر اهل رومانی بود.
از فیلم‌هایی که وی در آن‌ها نقش داشته‌است، می‌توان به والس تایتانیک و تلگرام اشاره نمود.